# Камчатски пижик
Камчатски пижик (Brachyramphus perdix) е вид птица от семейство Кайрови (Alcidae). Видът е почти застрашен от изчезване.

## Разпространение и местообитание
Разпространен е в Китай, Русия, Северна Корея, Южна Корея и Япония.